# Hietakari, Uleåborg
Hietakari med Rautaletto och Löyhä är en ö i Finland. Den ligger i Bottenviken och i kommunen Uleåborg i landskapet Norra Österbotten, i den norra delen av landet. Ön ligger omkring 19 kilometer nordväst om Uleåborg och omkring 550 kilometer norr om Helsingfors.
Öns area är 1,86 kvadratkilometer och dess största längd är 2,9 kilometer i öst-västlig riktning.

## Klimat
Inlandsklimat råder i trakten. Årsmedeltemperaturen i trakten är 1 °C. Den varmaste månaden är augusti, då medeltemperaturen är 14 °C, och den kallaste är januari, med −16 °C.